# Saison 5 de Mom
Chronologie
Saison 4 Saison 6
Cet article présente le guide des épisodes de la cinquième saison de la série télévisée américaine Mom.

## Généralités
- Au Canada, la saison a été diffusée en simultané sur le réseau Citytv.

## Synopsis
La série raconte l'histoire d'une mère célibataire qui, après son combat contre l'alcool, décide de refaire sa vie à Napa Valley en Californie.

## Distribution

### Acteurs principaux
- Anna Faris (VF : Ingrid Donnadieu) : Christy Plunkett
- Allison Janney (VF : Marie Vincent) : Bonnie Plunkett, mère de Christy
- Mimi Kennedy (VF : Brigitte Virtudes) : Marjorie Armstrong
- Jaime Pressly (VF : Valérie Nosrée) : Jill Kendall
- Beth Hall (en) (VF : Véronique Rivière) : Wendy Harris
- William Fichtner (VF : Eric Aubrahn) : Adam Janakowski

### Acteurs récurrents et invités
- Missi Pyle (VF : Emmanuelle Rivière) : Natasha
- Leonard Roberts (VF : Bertrand Liebert) : Ray Stabler
- Julia Lester (VF : Nadine Girard) : Emily
- Amy Hill (VF : Denise Metmer) : Beverly Tarantino
- Steven Weber (VF : Cyrille Monge) : Patrick Janikowski[1]
- Yvette Nicole Brown (VF : Pascale Vital) : Nora Rogers
- Michael Angarano (VF : Donald Reignoux) : Cooper
- Beth Littleford (VF : Marie-Madeleine Burguet-Le Doze): Lorraine
- Danielle Bisutti (en) : Dana
- Kristin Chenoweth (VF : Patricia Legrand) : Miranda[2] (épisode 14)

## Épisodes

### Épisode 1:Tu veux ou tu veux pas?
- États-Unis /  Canada : 2 novembre 2017 sur CBS[3] / Citytv
- France : 3 décembre 2018  sur Comédie+

- États-Unis : 8,46 millions de téléspectateurs[4] (première diffusion)

### Épisode 2:Trop facile
- États-Unis /  Canada : 9 novembre 2017 sur CBS / Citytv
- France : 3 décembre 2018  sur Comédie+

- États-Unis : 8,69 millions de téléspectateurs[5] (première diffusion)

### Épisode 3:Rapprochements
- États-Unis /  Canada : 16 novembre 2017 sur CBS / Citytv
- France : 3 décembre 2018  sur Comédie+

- États-Unis : 8,39 millions de téléspectateurs[6] (première diffusion)

### Épisode 4:Quand le rêve devient réalité
- États-Unis /  Canada : 23 novembre 2017 sur CBS / Citytv
- France : 3 décembre 2018  sur Comédie+

- États-Unis : 7,89 millions de téléspectateurs[7] (première diffusion)

### Épisode 5:Alter ego secret
- États-Unis /  Canada : 30 novembre 2017 sur CBS / Citytv
- France : 3 décembre 2018  sur Comédie+

- États-Unis : 8,59 millions de téléspectateurs[8] (première diffusion)

### Épisode 6:Super héroïnes
- États-Unis /  Canada : 7 décembre 2017 sur CBS / Citytv
- France : 4 décembre 2018  sur Comédie+

- États-Unis : 8,78 millions de téléspectateurs[9] (première diffusion)

### Épisode 7:Futur proche
- États-Unis /  Canada : 14 décembre 2017 sur CBS / Citytv
- France : 4 décembre 2018  sur Comédie+

- États-Unis : 8,65 millions de téléspectateurs[10] (première diffusion)

### Épisode 8:Joyeux Noël
- États-Unis : 21 décembre 2017 sur CBS
- Canada : non-diffusé
- France : 4 décembre 2018  sur Comédie+

- États-Unis : 8,85 millions de téléspectateurs[11] (première diffusion)

### Épisode 9:Licenciement abusif
- États-Unis /  Canada : 4 janvier 2018 sur CBS / Citytv
- France : 5 décembre 2018  sur Comédie+

- États-Unis : 9,88 millions de téléspectateurs[12] (première diffusion)

### Épisode 10:Relation à distance
- États-Unis /  Canada : 11 janvier 2018 sur CBS / Citytv
- France : 5 décembre 2018  sur Comédie+

- États-Unis : 9,54 millions de téléspectateurs[13] (première diffusion)

### Épisode 11:Sous pression
- États-Unis /  Canada : 18 janvier 2018 sur CBS / Citytv
- France : 5 décembre 2018  sur Comédie+

- États-Unis : 9,26 millions de téléspectateurs[14] (première diffusion)

### Épisode 12:Ceux qui m'aiment prendront le bus
- États-Unis /  Canada : 1er février 2018 sur CBS / Citytv
- France : 6 décembre 2018  sur Comédie+

- États-Unis : 9,11 millions de téléspectateurs[15] (première diffusion)

### Épisode 13:Décisions radicales
- États-Unis /  Canada : 1er mars 2018 sur CBS / Citytv
- France : 6 décembre 2018  sur Comédie+

- États-Unis : 8,95 millions de téléspectateurs[16] (première diffusion)

### Épisode 14:Par le pouvoir de la force intérieure
- États-Unis /  Canada : 8 mars 2018 sur CBS / Citytv
- France : 6 décembre 2018  sur Comédie+

- États-Unis : 9,06 millions de téléspectateurs[17] (première diffusion)

### Épisode 15:Christy à la rescousse
- États-Unis /  Canada : 29 mars 2018 sur CBS / Citytv
- France : 7 décembre 2018  sur Comédie+

- États-Unis : 8,56 millions de téléspectateurs[18] (première diffusion)

### Épisode 16:Un nouveau compagnon
- États-Unis /  Canada : 5 avril 2018 sur CBS / Citytv
- France : 7 décembre 2018  sur Comédie+

- États-Unis : 8,34 millions de téléspectateurs[19] (première diffusion)

### Épisode 17:Les conséquences de nos actes
- États-Unis /  Canada : 12 avril 2018 sur CBS / Citytv
- France : 7 décembre 2018  sur Comédie+

- États-Unis : 8,94 millions de téléspectateurs[20] (première diffusion)

### Épisode 18:Recherche marraine
- États-Unis /  Canada : 19 avril 2018 sur CBS / Citytv
- France : 10 décembre 2018  sur Comédie+

- États-Unis : 8,82 millions de téléspectateurs[21] (première diffusion)

### Épisode 19:Changement de propriétaire
- États-Unis /  Canada : 26 avril 2018 sur CBS / Citytv
- France : 10 décembre 2018  sur Comédie+

- États-Unis : 8,31 millions de téléspectateurs[22] (première diffusion)

### Épisode 20:Orgueil mal placé
- États-Unis /  Canada : 3 mai 2018 sur CBS / Citytv
- France : 10 décembre 2018  sur Comédie+

- États-Unis : 8,63 millions de téléspectateurs[23] (première diffusion)

### Épisode 21:Le démon du jeu
- États-Unis /  Canada : 10 mai 2018 sur CBS / Citytv
- France : 11 décembre 2018  sur Comédie+

- États-Unis : 9,08 millions de téléspectateurs[24] (première diffusion)

### Épisode 22:Félicitations, Christy!
- États-Unis /  Canada : 10 mai 2018 sur CBS / Citytv
- France : 11 décembre 2018  sur Comédie+

- États-Unis : 7,97 millions de téléspectateurs[24] (première diffusion)